# Al asch-Schaich
Die Al asch-Schaich oder Al asch-Scheich (arabisch آل الشيخ Al asch-Schaikh, DMG Āl aš-Šayḫ, auch Al al-Scheikh und Al asch-Schaykh) sind die führende religiöse Familie in Saudi-Arabien.  Die Familie führt seit der Gründung des Königreichs Saudi-Arabien im Auftrag der Königsfamilie die religiösen Angelegenheiten. Sie gelten als die Nachkommen von Imam Muhammad ibn Abd al-Wahhab. Die Familie gilt in Saudi-Arabien als zweitwichtigste Familie nach den Al Saud und vor den Al Sudairi.
Die nahe Verbundenheit der Familie mit den Al Saud geht auf die Allianz zwischen ibn Abd al-Wahhab und Muhammad ibn Saud, dem Gründer der Saudi-Dynastie, aus dem Jahr 1744 zurück. Seitdem wird das Bündnis durch Ehen zwischen Mitgliedern der zwei Familien gefestigt. So heiratete Tarfa Al Sheikh den Staatsgründer und ersten König Saudi-Arabiens, Ibn Saud, und war Mutter König Faisals. Durch die nahe Verwandtschaft zur Saudi-Dynastie haben die Familienmitglieder der Al Sheikh Zugang zu hohen Regierungsämtern.

## Bekannte Mitglieder der Familie
- Abd al-Aziz bin Abdullah Al asch-Schaich
- Muhammad ibn Ibrahim Al asch-Schaich
- Abdullah bin Muhammad Al asch-Schaich